# Dan Bryan
Dan Bryan (ur. 1900 w Gowran, zm. 1985) – pułkownik irlandzkiej armii i dowódca G2 (irlandzkiego wywiadu wojskowego) uczestnik II wojny światowej.
Daniel Bryan (również znany jako Dan) studiował medycynę od 1916 przez dwa lata na Uniwersytecie Narodowym w Irlandii. W 1917 przyłączył się on do paramilitarnej organizacji Irish Volunteers (Irlandzcy Ochotnicy) by walczyć przeciwko Brytyjczykom.
Wolne Państwo Irlandzkie zostało utworzone w 1922. Bryan brał udział w irlandzkiej wojnie domowej (1922-1923). W 1923 został kapitanem. Do 1955 był w czynnej służbie.
W 1942 zastąpił na miejscu dyrektora G2 Liama Archera. Dyrektorem pozostał do końca wojny. Bryan blisko współpracował z Richardem Hayesem, dyrektorem Irlandzkiej Biblioteki Narodowej w łamaniu niemieckich szyfrów.
W 1952 był powołany na komendanta Irlandzkiego Wojskowego College'u.
W 1983 został nakręcony film odcinkowy ("Caught in a Free State") o niemieckich szpiegach w Irlandii podczas II wojny światowej. Bohater był blisko oparty na Danielu Bryanie granym przez Johna Kavanagha.